# Call of Duty (serijal)
Call of Duty je serijal računalnih igara koje su po žanru pucačine u prvom licu. Serijal je započeo na PC-u, a poslije su ga programeri i razvijatelji proširili na kućne konzole te dlanovne konzole. Igre koje su izašle do 2008., osim Call of Duty 4: Modern Warfare (2007.), su smještene u vrijeme Drugog svjetskog rata, a sve novije igre su smještene u moderno doba ili budućnost, osim Call of Duty: Black Ops (2010.) koji se događa za vrijeme hladnog rata, dijela radnje Call of Duty: Black Ops II (2012.) koji se odvija za vrijeme 80-ih godina prošlog stoljeća i Call of Duty: Black Ops IIII (2018.) čija je radnja smještena u bliskoj budućnosti. Call of Duty: WWII (2017.) je prva igra iz tog serijala nakon World at War čija je radnja smještena u Drugom svjetskom ratu.
Activision drži prava i izdaje nove. Igre su uglavnom radili programeri iz Infinity Warda, no stvarali su ih i studiji Treyarch, Gray Matter Interactive, Spark Unlimited, Pi Studios, Amaze Entertainment, Rebellion Developments i Sledgehammer Games koristeći mnoge engine uključujući id Tech 3, Treyarch NGL i IW Engine. Drugi proizvodi vezani uz ovu franšizu su akcijske figurice koje je dizajnirao Plan-B Toys i igra s kartama tvorca Upper Deck.
Najnoviji nastavak u razvoju je Call of Duty: Black Ops 6 (2024.) i izaći će u prodaju 25. listopada 2024.

## Glavni naslovi franšize
| Naslov                                  | Opis |
| --------------------------------------- | --- |
| Call of Duty                            | Call of Duty koristi engine Quake III:Team Arena, a pušten je u prodaju 29. listopada 2003. Igru je napravio Infinity Ward, a izdao ga je Activision. Igra simulira pješačke i mehaničke borbe za vrijeme Drugoga svjetskog rata. |
| Call of Duty 2                          | Call of Duty 2 je drugi nastavak serijala Call of Duty. Igru je razvio Infinity Ward, a izdao ju je Activision. Vrijeme radnje ove igre je smješteno tokom Drugog svjetskog rata i prati iskustva iz perspektive tri različita vojnika koji se nalaze u Crvenoj armiji, britanskoj vojsci i američkoj vojsci. Puštena je u prodaju 25. listopada 2005. za Microsoft Windows, 13. lipnja 2006. za macOS i 15. studenog 2005. za Xbox 360. |
| Call of Duty 3                          | Call of Duty 3 je treći nastavak serijala Call of Duty. Igru je napravio Treyarch i bila je prvi glavni nastavak serijala Call of Duty kojeg nije napravio Infinity Ward. Izašla je u prodaju za PlayStation 2, PlayStation 3, Wii, Xbox i Xbox 360. |
| Call of Duty 4: Modern Warfare          | Call of Duty 4: Modern Warfare je četvrti nastavak glavnog serijala i razvijao ga je Infinity Ward. Prva je igra u serijalu čija radnja se ne odvija za vrijeme Drugog svjetskog rata. Igra je dostupna za Microsoft Windows, Nintendo DS, PlayStation 3 i Xbox 360 od 7. studenog 2007. Maloprodajnu inačicu za macOS je pustila u prodaju Aspyra u rujnu 2008. Do svibnja 2009. Call of Duty 4: Modern Warfare je prodan u više od 13 milijuna kopija. Activision je 10. studenog 2009. izdao Call of Duty: Modern Warfare: Reflex za Wii uz Call of Duty: Modern Warfare 2 i Call of Duty: Modern Warfare: Mobilized. |
| Call of Duty: World at War              | Peti nastavak Call of Duty: World at War je napravio Treyarch. Igrača vraća radnju ponovno u događanja u Drugom svjetskom ratu kao i kod ranijih nastavka serijala. Activision je 9. lipnja 2008. potvrdio da će se peti nastavak zvati Call of Duty: World at War i da će se radnja događati na pacifičkom i istočnom bojištu Drugog svjetskog rata. Igra koristi isti engine kao i Call of Duty 4: Modern Warfare. Call of Duty: World at War je izašao na tržište 11. studenog 2008. za Microsoft Windows, PlayStation 3, Wii, Xbox 360 i Nintendo DS, a do lipnja 2009. Call of Duty: World at War je prodan u više od 11 milijuna kopija. World at War je ujedino i prvi Call of Duty sa zombijima.                                                           |
| Call of Duty: Modern Warfare 2          | Call of Duty: Modern Warfare 2 je šesti nastavak glavnog serijala. Napravljen je od strane Infinity Warda, a izdan pod okriljem Activisiona. Activision Blizzard je službeno predstavio Modern Warfare 2 11. veljače 2009. Igra je puštena u prodaju 10. studenog 2009. za Xbox 360, PlayStation 3 i Microsoft Windows. Verzija za Nitendo DS nazvana Call of Duty: Modern Warfare: Mobilized je puštena u prodaju zajedno s Call of Duty: Modern Warfare: Reflex za Wii. Modern Warfare 2 je izravan nastavak igre Call of Duty 4 i nastavlja radnju koja se događa pet godina nakon prve igre i sadrži nekoliko istih likova. |
| Call of Duty: Black Ops                 | Call of Duty: Black Ops je sedmi nastavak serijala Call of Duty. Igru počinjete kao Amerikanac Alex Mason kojem su isprali mozak i tijekom igre stalno priviđate Reznova. Reznova ćete vidjeti samo Vi i smatrat ćete ga prijateljem, ali on to zapravo nije. Igra je službeno objavljena 9. studenog 2010. Igra je uvela nova oružja kao što su samostrel sa snajperom i nove vrste streljiva. Igra je smještena u doba hladnog rata, a radnja se odvija na mjestima kao što su Kuba i Vijetnam. |
| Call of Duty: Modern Warfare 3          | Call of Duty: Modern Warfare 3 je osmi nastavak glavnog serijala. Napravljen je od strane Infinity Warda, a izdan pod okriljem Activisiona. Igra je puštena u prodaju u studenom 2011. Modern Warfare 3 je izravan nastavak igara Call of Duty 4: Modern Warfare i Call of Duty: Modern Warfare 2, a nastavlja s radnjom nekoliko dana nakon završetka radnje Modern Warfare 2. Activision je 2016. u prodaju pustio Call of Duty: Modern Warfare Trilogy (sadrži sve igre iz Modern Warfare trilogije) za Xbox 360 i PlayStation 3. |
| Call of Duty: Black Ops II              | Call of Duty: Black Ops II je deveti nastavak serijala. Razvio ga je Treyarch, a Activision objavio. Objavljen 13. studenog 2012. godine za PlayStation 3, Xbox 360 i Microsoft Windows, te 18. studenog 2012. godine za Wii U. Square Enix je objavio igru za japansko tržište 22. studenog 2012. godine. U igri igrate uglavnom u ulozi Davida Masona, sina protagonista iz prvog nastavka (Call of Duty: Black Ops), Alexa Masona. Glavnina radnje igre odvija se u 2025., dok je jedan dio igre smješten 80-te godine prošloga stoljeća gdje igrate u ulozi sada umirovljenog Franka Woodsa. |
| Call of Duty: Ghosts                    | Call of Duty: Ghosts je deseti nastavak serijala. U prodaju je pošten u 5. studenog 2013. godine. Razvio ga je Infinity ward, a objavio Activision. Dostupna je za PlayStation 3, PlayStation 4, Xbox One, Xbox 360, Wii U i Microsoft Windows. Igrica sadržava tri "moda": singleplayer (u kojoj rješavate priču sami), multiplayer (igrate "Public match" online s drugim igračima ili "Private match" offline sa svojim prijateljima itd.) i treći "mod" Extincion (izumiranje) koji možete preći sami ili uz pomoć drugih igrača i pritom ubijati vanzemaljce. Kad je izašao je bio predmet sprdnje zbog najave na E3 sajmu iste godine. |
| Call of Duty: Advanced Warfare          | Call of Duty: Advanced Warfare je jedanaesti nastavak Call of Duty serijala. Razvijen je od strane Sledgehammer Games i objavljen od strane Activisiona. Igra je izdana za Microsoft Windows, PlayStation 3, PlayStation 4, Xbox 360 i Xbox One 4. studenog 2014. Smještena je u 2050. godinu, a dodano je mnogo novih oružja i exo odijelo koji omogućuje velike skokove i mijenja dinamiku multiplayera. |
| Call of Duty: Black Ops III             | Call of Duty: Black Ops III je dvanaesti nastavak serijala. Pušten je u prodaju 6. studenog 2015. za Microsoft Windows, PlayStation 4 i Xbox One. Igra za PlayStation 3 i Xbox 360 ne sadržava singleplayer kampanju. Igra je smještena u još dalju u budućnost, gdje je tehnologija dovela do toga da "vojnik postaje oružje". Kampanja se može igrati od jednog do četiri igrača. Osim multiplayer, singleplayer i zombija, novi dio igre je Free Run u kojem se igrači mogu utrkivati u exo odijelima. |
| Call of Duty: Infinite Warfare          | Call of Duty: Infinite Warfare je trinaesti nastavak serijala. Infinite Warfare donosi 3 jedinstvena game moda: Campaign, Multiplayer i Zombies. Igra je smještena u alternativnu budućnost u kojoj su ljudi putovali do zvijezda i kolonizirali Mars. |
| Call of Duty: Modern Warfare Remastered | Call of Duty: Modern Warfare Remastered je poboljšana verzija COD 4: MW. U početku je bio dostupan samo uz deluxe verziju Infinite Warfare (uz koji je izašao 2016.), no od 2017. je zasebno dostupan na disku i digitalno. Dostupan je za PlayStation 4, Xbox One i Microsoft Windows. |
| Call of Duty: WWII                      | Call of Duty: WWII je četrnaesti nastavak serijala. Pušten je u prodaju 3. studenog 2017. za Xbox One, PlayStation 4 i Microsoft Windows. Radnja je smještena tijekom Drugog svjetskog rata na europskim bojištima. Osim što igra ima singleplayer i multiplayer mod ima i poseban Nazi-Zombi mod, u kojem su nacisti živi mrtvaci. 21. travnja 2017. Activision je najavio kako će WWII ujedno biti i prva igra u kojoj nema automatske obnove energije lika od prvog Call of Duty naslova. To znači da se igrač mora oslanjati na liječnike u igri. |
| Call of Duty: Black Ops IIII            | Call of Duty: Black Ops IIII je petnaesti nastavak serijala. Igra je u prodaji od 12. listopada 2018. Igra ima multiplayer s osam modova i 14 mapa, potpuno novi battle royale mod zvan Blackout s najvećom mapom koju je serijal ikada vidio, kao i najrazvijeniji co-op mod sa zombijima do sada. Po prvi put u povijesti serijala, Call of Duty: Black Ops IIII ne donosi nikakvu singleplayer kampanju. |
| Call of Duty: Modern Warfare 2019.      | Call of Duty: Modern Warfare (2019) Igra je u prodaji od 25. listopada 2019. za Xbox One, PlayStation 4 i Microsoft Windows. Igra ima puno akcije, a u isto vrijeme vrlo je emotivna, kontroverzna i hrabra. Modern Warfare koristi sasvim novi engine. Single-player kampanja prati dvije istovremeno povezane radnje - jednu u kojoj možemo igrati vojnika specijalnih američkih postrojbi, dok smo u drugoj pobunjenički vojnik na Bliskom Istoku. U kampanji se vratio legendarni lik Captain Price. Također, tu je multiplayer i kooperativni mod koji ne uključuje zombije. Igra kroz multiplayer podržava i cross-platformu u kojima mogu prisustvovati igrači svih spomenutih platformi odjednom. Postoji i Warzone mode, odnosno tzv. battle royale mode. |
| Call of Duty: Black Ops Cold War        | Call of Duty: Black Ops Cold War drži radnju u hladnom ratu. Izašao je 13. Studenog 2020. |
| Call of Duty: Vanguard                  | Call of Duty: Vanguard je sedamnaesti nastavak serijala. Igra je u prodaji od 5. listopada 2021. za PlayStation 4, PlayStation 5, Xbox One, Xbox serija X i serija S i Microsoft Windows. Igra je smještena u Drugom svjetskom ratu, osim singleplayer-a, postoji i multiplayer te zombie mode. |
| Call of Duty: Modern Warfare II         | Call of Duty: Modern Warfare II je nadolazeća Call of Duty igra te je osamnaesti nastavak. Igra izlazi 28. listopada 2022. godine i radnja igre je ujedno i nastavak Call of Duty: Modern Warfare 2019. Developer igre je Infinity Ward. Uz Modern Warfare II dolaze uskoro i dvije nove battle royale igre Warzone 2.0 za Microsoft Windows i next generation konzole nešto kasnije ove godine te Warzone Mobile za mobitele. |
| Call of Duty: Modern Warfare III        | Call of Duty: Modern Warfare III je najnoviji te ujedno i dvadeseti nastavak Call of Duty serijala. Priča prati multinacionalnu jedinicu za specijalne operacije Task Force 141 koja pronalazi Vladimira Makarova, ruskog ultranacionalista i terorista koji planira pokrenuti treći svjetski rat. Igra za više igrača uključuje šesnaest remasteriranih mapa iz Call of Duty: Modern Warfare 2 iz 2009., s najmanje dvanaest novih mapa planiranih za uključivanje nakon lansiranja. Zombies mod, koji je sukreirao studio Treyarch i koji je izgrađen oko iskustva otvorenog svijeta igrača protiv okruženja, također je uključen. Igrači također mogu sudjelovati u 32v32 "Ground War" modu, kao i "War" modu                                                   |

## Vanjske poveznice
- Službena stranica